# Knopia
Knopia is een geslacht van koralen uit de familie van de Clavulariidae.

## Soort
- Knopia octocontacanalis Alderslade & McFadden, 2007